# Pseudomys gracilicaudatus
Pseudomys gracilicaudatus is een knaagdier uit het geslacht Pseudomys dat voorkomt in Australië. Zijn verspreidingsgebied beslaat de oostkust, van Townsville in Queensland tot Jervis Bay in New South Wales. Daar leeft hij in allerlei habitats, van open bossen tot moerassige gebieden. Ze zijn het meest algemeen drie tot vier jaar na een brand.
P. gracilicaudatus is een grote, compacte muis met een dichte vacht. De rug is bruin, de onderkant donkergrijs, met een geleidelijke overgang. De staart is donkerbruin en spaarzaam behaard. De voeten zijn van boven bedekt met lange, grijze haren. De kop-romplengte bedraagt 100 tot 145 mm, de staartlengte 85 tot 120 mm, de achtervoetlengte 25 tot 29 mm, de oorlengte 15 tot 18 mm en het gewicht 45 tot 115 gram. Vrouwtjes hebben 0+2=4 spenen.
Deze soort is voornamelijk 's nachts actief. Hij eet zaden, schimmels, groene planten en geleedpotigen. Tijdens de paartijd, van september tot maart, kunnen tot drie nesten geboren worden.